# Hibiscus trionum
Hibiscus trionum, бешикасти хибискус, бешикава кетмија, бешикасти коров је једногодишња биљка из породице Malvaceae. 

## Порекло врсте
Врста је пореклом из тропских и суптропских предела Старог света. Проширила се широм јужне Европе и као коров и као гајена баштенска биљка. У Сједињене Америчке Државе је уведена као украсна биљка, где је натурализовала као коров обрадивног земљишта и празног земљишта, посебно на неуређеном земљишту.

## Опис
Биљка расте до висине од 20–50 центиметара, понекад и преко 80 цм, и има беле или жуте цветове са љубичастим средиштем. У дубоко пигментисаном средишту цвета, површина има пруге. Опрашене, али незреле махуне са семеном изгледају као оријентални папирни лампиони, мање од 25 мм у пречнику, бледозелене са љубичастим детаљима. Током првих неколико сати након цветања, стубић и жиг тучка су усправни и спремни за пријем полена других биљака. У одсуству донације полена, стубић се савија и ступа у контакт са антерама истог цвета, изазивајући самоопрашивање. Иако биљке које се укрштају са другим биљкама изгледа боље функционишу од самоопрашујућих биљака, овај облик репродуктивне сигурности могао је допринети успеху биљака H. trionum у неколико окружења.

## Синоними
- Hibiscus dissectus Wall.
- Hibiscus vesicarius Cav.
- Ketmia trionum (L.) Scop.
- Trionum annuum Medik.
- Trionum trionum (L.) Wooton & Standl.[6]